# Amphineurus maculosus
Amphineurus maculosus är en tvåvingeart som först beskrevs av Frederick Askew Skuse 1890.  Amphineurus maculosus ingår i släktet Amphineurus och familjen småharkrankar. Inga underarter finns listade i Catalogue of Life.